# Emmeh
Emmeh (Beth Arbaye, ... – Karka d'Gedan, 649) è stato un vescovo cristiano orientale siro, vescovo di Ninive, metropolita di Beth Lapat e di Seleucia-Ctesifonte, e patriarca della Chiesa d'Oriente dal 646 al 649.
Le informazioni relative a questo patriarca della Chiesa d'Oriente sono riportate da Barebreo nel suo Chronicon ecclesiasticum, dagli storici nestoriani Mari, ʿAmr e Sliba, e dalla Cronaca di Seert.
Emmeh era originario di Arzun, nella regione di Beth Arbaye; dopo aver compiuto i suoi studi nella scuola di Nisibi, si fece monaco nel convento di Mar Abramo. In seguito fu nominato vescovo di Ninive, nella provincia ecclesiastica dell'Adiabene; il patriarca Ishoʿyahb II lo nominò, dopo il 642, metropolita di Beth Lapat nel Khūzestān. Malgrado la sua età avanzata, venne eletto patriarca della Chiesa persiana alla morte di Ishoyahb II. Secondo la Cronaca di Seert, era una persona buona, virtuosa e caritatevole, che si impegnò soprattutto nell'aumento del numero delle scuole. Tre anni dopo la sua elevazione al soglio patriarcale, si recò a Karka d'Gedan e qui trovò la morte, durante il regno di Othmàn ibn Affàn, nel 649. Gli succedette il patriarca Ishoʿyahb III.